# Nystalea lavana
Nystalea lavana är en fjärilsart som beskrevs av Paul Dognin 1908. Nystalea lavana ingår i släktet Nystalea och familjen tandspinnare. Inga underarter finns listade i Catalogue of Life.